# ヴィルヘルム・フォン・エスターライヒ (1827-1894)
ヴィルヘルム・フランツ・カール・フォン・エスターライヒ（Wilhelm Franz Karl von Österreich, 1827年4月21日 - 1894年7月29日）は、オーストリア＝ハンガリー帝国の軍人。ハプスブルク＝ロートリンゲン家の分枝テシェン公爵家の公子。ドイツ騎士団総長（在任1863年 - 1894年）。

## 生涯
オーストリア皇帝フランツ1世の弟で陸軍元帥のカール大公と、ナッサウ＝ヴァイルブルク侯フリードリヒ・ヴィルヘルムの娘ヘンリエッテ・アレクサンドリーネの間の末息子として生まれた。
1848年から1849年までの第一次イタリア独立戦争には志願兵として参加し、1859年に野戦砲兵監となった。1862年にはドイツ連邦軍マインツ要塞の司令官に就任し、1864年に砲兵総監および陸軍中将に昇進した。1863年、ドイツ騎士団の総長に就任する。1866年のケーニヒグレーツの戦いでは砲兵部隊を指揮し、負傷した。1867年、砲兵部の最高指揮官である「Feldzeugmeister」に昇進した。

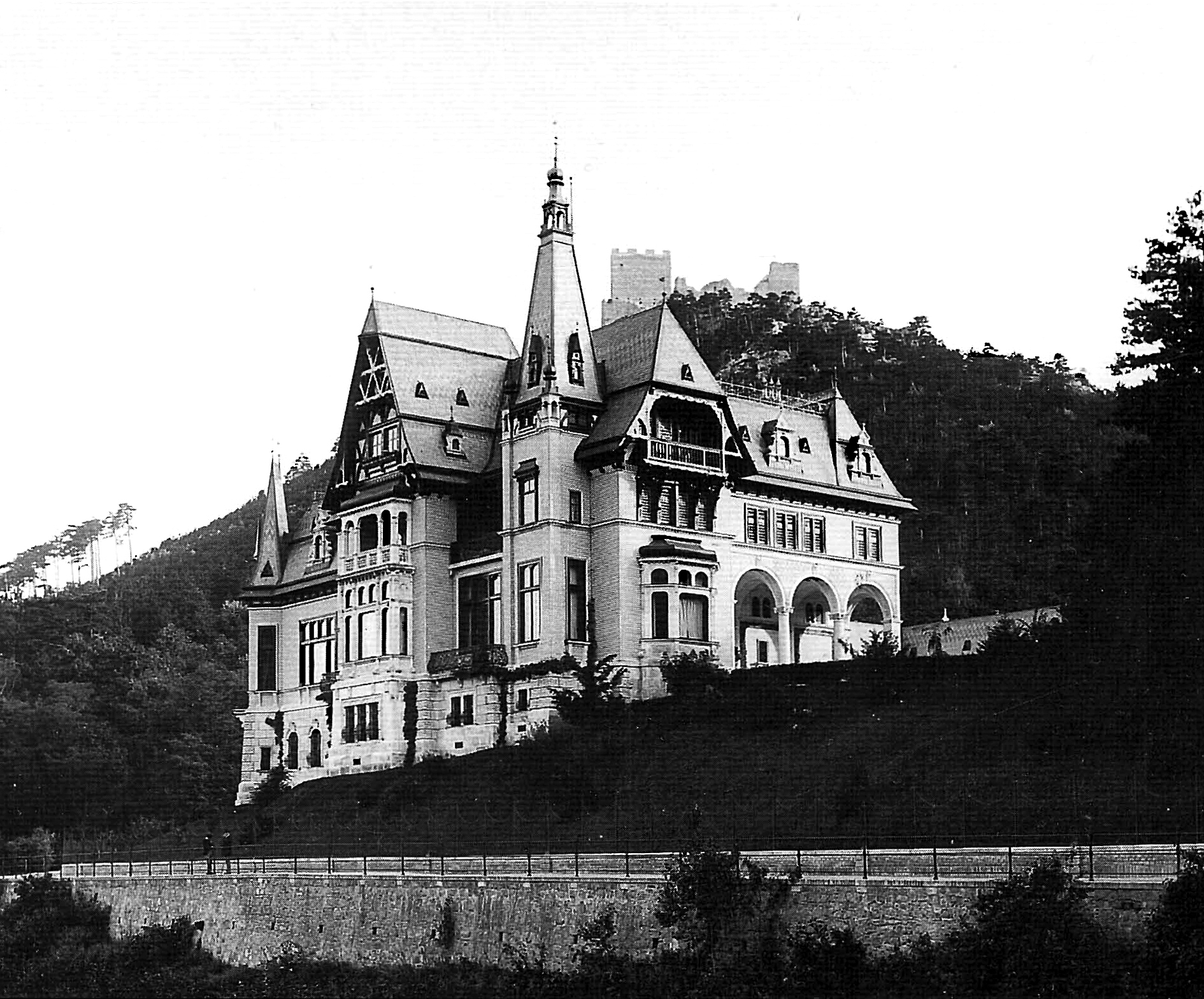
ヴィルヘルムがバーデン・バイ・ウィーンに建てた夏の居館「オイゲン・ヴィラ」

ヴィルヘルムはバーデン・バイ・ウィーンのヴァイカースドルフにあるテシェン公爵家の夏の居館ヴァイブルク館や、兄アルブレヒトの建てた小規模な邸宅シュテックル（Stöckl）を住まいとした。1882年、ヴィルヘルムはヴァイルブルク宮殿の敷地の隣に、建築家フランツ・フォン・ノイマン男爵の設計になる自分専用の夏の居館を建設した。この居館は1886年より、ヴィルヘルムの資産の相続人に指名されていた甥のオイゲン大公と共同で使用することになった。居館はオイゲンの名前を採ってオイゲン・ヴィラと呼ばれた。
ヴィルヘルムは1894年7月下旬、バーデン・バイ・ウィーンに敷設された自動車道を馬に乗って闊歩していたところ、自動車に驚いた馬に振り落とされて頭部に重傷を負い、オイゲン・ヴィラに運び込まれて数日後に亡くなった。